# واقعی شو (مجموعه تلویزیونی آمریکایی)
واقعی شو (انگلیسی: Get Real) یک مجموعه درام-کمدی تلویزیونی آمریکایی است که از ۸ سپتامبر ۱۹۹۹ تا ۱۲ آوریل ۲۰۰۰ از شرکت پخش همگانی فاکس پخش می‌شد. در این مجموعه اریک کریستین اولسن، جسی آیزنبرگ و ان هتوی نخستین نقش‌هایشان را ایفا کردند.